# Un amour étouffant
Un amour étouffant (No One Would Tell) est un téléfilm américain réalisé par Noel Nosseck et diffusé pour la première fois le 6 mai 1996.

## Synopsis
Stacy Collins est une adolescente de seize ans. Brillante et timide, elle se consacre tout particulièrement à ses études. Jusqu'au jour où Bobby Tennyson s'intéresse à elle... Folle de joie que l'un des garçons les plus populaires lui accorde un peu d'attention, la jeune fille commence à donner de l'importance à cette idylle. Mais plus le temps passe et plus Bobby montre son vrai visage: jaloux et possessif, il en vient aux mains... Désarmée, Stacy n'arrive pas à lutter et laisse Bobby contrôler sa vie...

## Fiche technique
- Titre original :No One Would Tell
- Titre français : Un amour étouffant
- Réalisation : Noel Nosseck
- Scénario : Steven Loring
- Pays de production :  États-Unis
- Langue originale : anglais
- Durée : 96 minutes
- Date : 6 mai 1996

## Distribution
- Candace Cameron (VF : Sarah Marot) : Stacy Collins
- Fred Savage (VF : Alexandre Gillet) : Bobby Tennison
- Gregory Alan Williams (VF : Philippe Catoire) : Détective Anderson
- Heather McComb (VF : Nathalie Spitzer) : Nicki
- Rodney Eastman : Tony Dinardo
- Season Hubley (en) (VF : Françoise Cadol) : Rita Thompson
- Michelle Phillips (VF : Marie-Martine Bisson) : Laura Collins
- Gary Wolf (VF : Maël Davan-Soulas) : Neil
- Chad Cox (VF : Emmanuel Garijo) : Bruno Brunoski
- Justina Machado (VF : Hélène Chanson) : Val Cho
- Paul Linke (VF : Michel Barbey) : Rod Merredi
- Eric Balfour (VF : Pierre Tessier) : Vince Fortner
- Martha Romo : Carla
- Paige Moss : Donna Fowler
- Billy Joe Patton (VF : Bernard Bollet) : le coach Murphy
- Cheryl Kirby : Jan Pierson
- Brian Gross : le beau garçon
- Sally Jessy Raphael : la juge
- Mark DeMichele : le procureur
- Ron Hoon : le présentateur de télévision
- Mark Hefter : le catcheur

 Source et légende : version française (VF) sur RS Doublage et selon le carton du doublage français télévisuel.